# シーエス薬品
シーエス薬品株式会社（シーエスやくひん）は、かつて存在した医療機器、医療用検査試薬などの卸売販売を行っていたアルフレッサグループの企業。名古屋市中区に本社を置いていた。ノーシンなどの製品を販売するアラクスに出資していた。

## 沿革
- 1971年（昭和46年）4月 - 株式会社中薬を設立
- 1972年（昭和47年）6月 - 愛知県津島市の中野薬品を吸収合併
- 1982年（昭和57年）12月 - 東京都の西村成光堂を吸収合併
- 1987年（昭和62年）4月 - 名古屋市の大互薬品を吸収合併
- 1992年（平成4年）11月 - 岐阜県の豊田中薬を吸収合併
- 2000年（平成12年）10月 - 静岡県のサンアイと合併し、現社名に商号変更
- 2002年（平成14年）2月 - 横浜市の稲垣薬品興業と名古屋市の小林大薬房から一般用医薬品等に関する営業権を譲受
- 2002年（平成14年）4月 - 首都圏における医薬品の営業権を福神に譲渡
- 2005年（平成17年）4月 - アルフレッサと業務提携。
- 2005年（平成17年）7月 - アルフレッサと安藤から一般用医薬品等に関する営業権を譲受
- 2005年（平成17年）10月 - 福島県の恒和薬品の一般用医薬品等に関する営業権を譲受
- 2006年（平成18年）7月 - 大阪府のケーエスケーの一般用医薬品等に関する販売権を譲受
- 2006年（平成18年）8月 - アルフレッサのヘルスケア営業本部に残存していたすべての一般用医薬品等卸売事業の営業権を譲渡
- 2006年（平成18年）11月 - ケーエスケーのヘルスケアー本部における一般用医薬品等卸売事業の営業権を譲受
- 2007年（平成19年）10月 - 株式交換により、アルフレッサ ホールディングスの完全子会社となる
- 2008年（平成20年）10月 - 明祥のヘルスケア部における一般用医薬品等卸売事業の営業権を譲受
- 2010年（平成22年）2月 - トミタヘルスケアから一般用医薬品等卸売事業の営業権を譲受
- 2011年（平成23年）10月 - 会社分割によりセルフメディケーション卸売事業（一般用医薬品等卸売事業）をグループ会社の丹平中田へ事業統合（丹平中田は同日にアルフレッサ ヘルスケアに改称）。
- 2016年（平成28年）10月 - 同じくアルフレッサ ホールディングスの完全子会社であるアルフレッサに吸収合併され解散。

## 事業所一覧
医薬部門
- 愛知県 - 名古屋本社、名古屋病院支店（名古屋市西区）、中央支店（名古屋市西区）、東支店（名古屋市千種区）、一宮支店、半田支店、豊橋支店、岡崎支店
- 静岡県 - 静岡支店、沼津支店（清水町）、富士支店、藤枝支店、掛川支店、浜松支店、MC支店（静岡市）
- 岐阜県 - 岐阜支店、大垣支店、多治見支店、高山連絡所
- 三重県 - 四日市支店、津支店

物流センター
- 名古屋物流センター、静岡物流センター、浜松物流センター

## 関連会社
- 株式会社中薬（子会社、化粧品製造事業、名古屋市西区）
- 株式会社エム・イー・ジャパン（子会社、医療関連サービス、名古屋市西区、岐阜市、静岡市、浜松市）
- 株式会社中日ファーマシー（子会社、保険薬局、名古屋市中区）
- サンケア21（介護保険事業、静岡市葵区・駿河区、島田市）
- MSS静岡（減菌業務代行事業、静岡県吉田町）

## 主な取引メーカー
- 武田薬品、第一三共、田辺製薬、大日本住友製薬、アステラス製薬、興和、塩野義製薬、大塚製薬、中外製薬、久光製薬、ロート製薬